# Haldanes regel

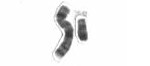
Hos människor, med undantag för intersexuella tillstånd som orsakar aneuploidi och andra ovanliga tillstånd, är det hanen som är heterogametisk, med XY könskromosomer.

Haldanes regel, är en observation om det tidiga stadiet av artbildning, formulerad 1922 av den brittiske evolutionsbiologen J.B.S. Haldane, som säger att om - i en arthybrid - endast ett kön är icke livsdugligt eller sterilt, är det mer sannolikt att könet är det heterogametiska könet. Det heterogametiska könet är det med två olika könskromosomer; hos till exempel däggdjur är detta hanen. Till skillnad från andra däggdjur har monotremer mer än två olika könskromosomer: Näbbdjuret har fem par. Kortnäbbade echidnas har fyra par plus endast en kvinnlig kromosom.

## Översikt
Haldane själv beskrev regeln som:
När i F1-avkommorna av två olika djurraser ett kön är frånvarande, sällsynt eller sterilt, är det könet det heterozygota könet (heterogametiskt kön).
Haldanes regel gäller de allra flesta heterogametiska organismer. Detta inkluderar fallet där två arter får sekundär kontakt i ett område av sympati och bildar hybrider efter att allopatrisk artbildning har inträffat.
Regeln omfattar både heterogametisk manlig (XY- eller XO-typ könsbestämning, som finns hos däggdjur och Drosophila-fruktflugor) och heterogametisk kvinnlig (könsbestämning av ZW- eller Z0-typ, som finns hos fåglar och fjärilar), och vissa tvåbyggare som till exempel glimsläktet.
Hybrid dysfunktion (sterilitet och livsoduglighet) är en viktig form av postzygotisk reproduktiv isolering, som inträffar i tidiga stadier av artbildning. Evolution kan producera ett liknande mönster av isolering i ett stort antal olika organismer. De faktiska mekanismerna som leder till Haldanes regel i olika taxa förblir dock i stort sett odefinierade.

## Hypoteser
Många olika hypoteser har framförts för att studera de evolutionära mekanismerna leder till Haldanes regel. För närvarande är den mest populära förklaringen till Haldanes regel den sammansatta hypotesen, som delar upp Haldanes regel i flera underavdelningar, som sterilitet, livsoduglighet, manlig heterogameti och kvinnlig heterogameti. Den sammansatta hypotesen säger att Haldanes regel i olika underavdelningar har olika orsaker. Individuella genetiska mekanismer kanske inte utesluter varandra utan kan verka tillsammans för att leda till Haldanes regel i en given underavdelning. I motsats till dessa åsikter som betonar genetiska mekanismer, antar en annan uppfattning att populationsdynamik under populationsdivergens kan orsaka Haldanes regel.
De huvudsakliga genetiska hypoteserna är:
- Dominans: Heterogametiska hybrider påverkas av alla X-länkade alleler (oavsett om de är recessiva eller dominanta) som orsakar inkompatibiliteter på grund av att divergerande alleler sammanförs. Homogametiska hybrider påverkas emellertid endast av dominanta skadliga X-länkade alleler. Heterogametiska hybrider, som bara bär en enda kopia av en given X-länkad gen, kommer att påverkas av mutationer oavsett dominans. Således är en X-kopplad inkompatibilitet mellan divergerande populationer mer sannolikt att uttryckas i det heterogametiska könet än i det homogametiska könet.

- Den "snabbare hanen": Manliga gener tros utvecklas snabbare på grund av sexuellt urval.[6] Som ett resultat blir manlig sterilitet mer uppenbar i manliga heterogametiska taxa (XY-könsbestämning). Denna hypotes strider mot Haldanes regel i manliga homogametiska taxa, där kvinnor är mer påverkade av hybrid underlägsenhet. Det gäller därför endast manlig sterilitet i taxa med XY-könsbestämning, enligt den sammansatta teorin.
- Meiotisk drift: I hybridpopulationer inaktiverar själviska genetiska element spermieceller (det vill säga en X-länkad drivfaktor inaktiverar en Y-bärande sperma och vice versa).
- Det "snabbare X": Gener på hemizygota kromosomer kan utvecklas snabbare genom att öka urvalet på möjliga recessiva alleler, vilket orsakar en större effekt i reproduktiv isolering.[8]
- Differentiellt urval: Hybrida inkompatibiliteter som påverkar det heterogametiska könet och det homogametiska könet är fundamentalt olika isoleringsmekanismer, vilket gör heterogametisk underlägsenhet (sterilitet/livsoduglighet) mer synlig eller bevarad i naturen.[7]

Data från flera fylogenetiska grupper stödjer en kombination av dominans och snabbare X-kromosom-teorier. Det har dock nyligen hävdats att dominansteori inte kan förklara Haldanes regel hos pungdjur eftersom båda könen upplever samma oförenligheter på grund av faderlig X-inaktivering hos honor.
Dominanshypotesen är kärnan i den sammansatta teorin, och X-länkade recessiva/dominans-effekter har i många fall visat sig orsaka hybridinkompatibiliteter. Det finns också stödjande bevis för hypoteserna om snabbare manlig och meiotisk drift. Till exempel observeras en signifikant minskning av manligt genflöde hos asiatiska elefanter, vilket tyder på snabbare utveckling av manliga egenskaper.
Även om regeln ursprungligen angavs med avseende på diploida organismer med kromosomal könsbestämning, har det nyligen hävdats att den kan utvidgas till vissa arter som saknar kromosomal könsbestämning, som haplodiploider och hermafroditer.

## Undantag
I vissa fall visar sig det homogametiska könet vara omöjligt medan det heterogametiska könet är livskraftigt och fertilt. Detta ses hos vissa Drosophila fruktflugor.